# Министерство окружающей среды Пакистана
Министерство окружающей среды Пакистана несет ответственность за реализацию политики Пакистана по охране окружающей среды в стране в целях предотвращения и контроля загрязнения окружающей среды и содействия устойчивому развитию. Министерство окружающей среды предоставляет все виды технической помощи  для разработки политики и программ природоохранных ведомств и организаций.